# Бор (футбольный клуб)
«Бор» (серб. ФК Бор) — сербский футбольный клуб из одноимённого города, в Борском округе в центральной Сербии. Клуб основан в 1919 году, домашние матчи проводит на арене «Стадион на Пириту», вмещающей 4 000 зрителей. В начале 70-х годов 20-го века провёл шесть сезонов в высшем дивизионе чемпионата Югославии, но не поднимался выше 13-го места. В сезоне 1967/68 вышел в финал Кубка Югославии в котором проиграл «Црвене Звезде» со счётом 0:7, но так как «Црвена Звезда» стала в том сезоне и чемпионом Югославии, а следовательно получила право играть в Кубке чемпионов, «Бор» получил право представлять Югославию в Кубке обладателей кубков. Но единственный опыт участия клуба в еврокубках оказался неудачным, в первом же раунде он уступил по сумме двух матчей чехословацкому «Словану».

## Выступление в еврокубках
| Сезон   | Турнир       | Раунд |                   | Клуб   | Счёт     |
| ------- | ------------ | ----- | ----------------- | ------ | -------- |
| 1968/69 | Кубок кубков | 1Р    | Флаг Чехословакии | Слован | 0:3, 2:0 |

## Достижения
- Кубок Югославии
  - Финалист: 1967/68
- Вторая лига Югославии
  - Победитель: 1967/68